# G Data
A G Data CyberDefense egy 1985-ben alapított német számítógép-biztonsági cég, a világon elsőként készítettek vírusirtót, akkoriban az Atari ST rendszerre, de az elsők között védték az MS-DOS és Windows rendszereket is 1990-ben.
A hatékonyabb működésért felelős a többmotoros víruskereső, hasonlóan a Bitdefender megoldásaihoz. Ezt 2002 óta használják a G Data-nál.

## Termékek
- Home Security
  - AntiVirus
  - InternetSecurity
  - TotalSecurity
  - AntiVirus for Mac
- Business Security
  - AntiVirus Business
  - AntiVirus Enterprise
  - ClientSecurity Business
  - ClientSecurity Enterprise
  - EndpointProtection Business
  - EndpointProtection Enterprise
  - MailSecurity
  - PatchManagement
- Mobile Security
- VPN

1. ↑  https://www.gdata.de/ueber-g-data